# Dolní Věstonice-i vénusz
A Dolní Věstonice-i vénusz a felső paleolitikumban készített, kiégetett agyagszobrocska (kerámia). Egy mezítelen nőt ábrázol, kihangsúlyozva annak nemi jellegeit, ahogyan a gravetti idolok általában. Készítése 29–25 ezer évvel ezelőttre tehető.
A szobrocskát 1925-ben találta Karel Absolon feltárócsapata a morvaországi Dolní Věstonice és Pavlov közötti őskori lelőhelyen. Két darabban egy őskori tűzhelyből került elő. Magassága 11,5 cm, csípőszélessége 4,3 cm. 2004-ben komputertomográfiai vizsgálatoknak vetették alá, hogy megállapítsák pontos összetételét. Ekkor találtak rá a fenekén egy körülbelül 10 éves gyermek ujjlenyomatára. Jelenleg a Morva Helytörténeti Múzeumban (csehül Moravské zemské muzeum) van elhelyezve. Pénzbeli értékét legutóbb 2004-ben amerikai régiségkereskedők 40 millió dollárra becsülték.

## Képgaléria

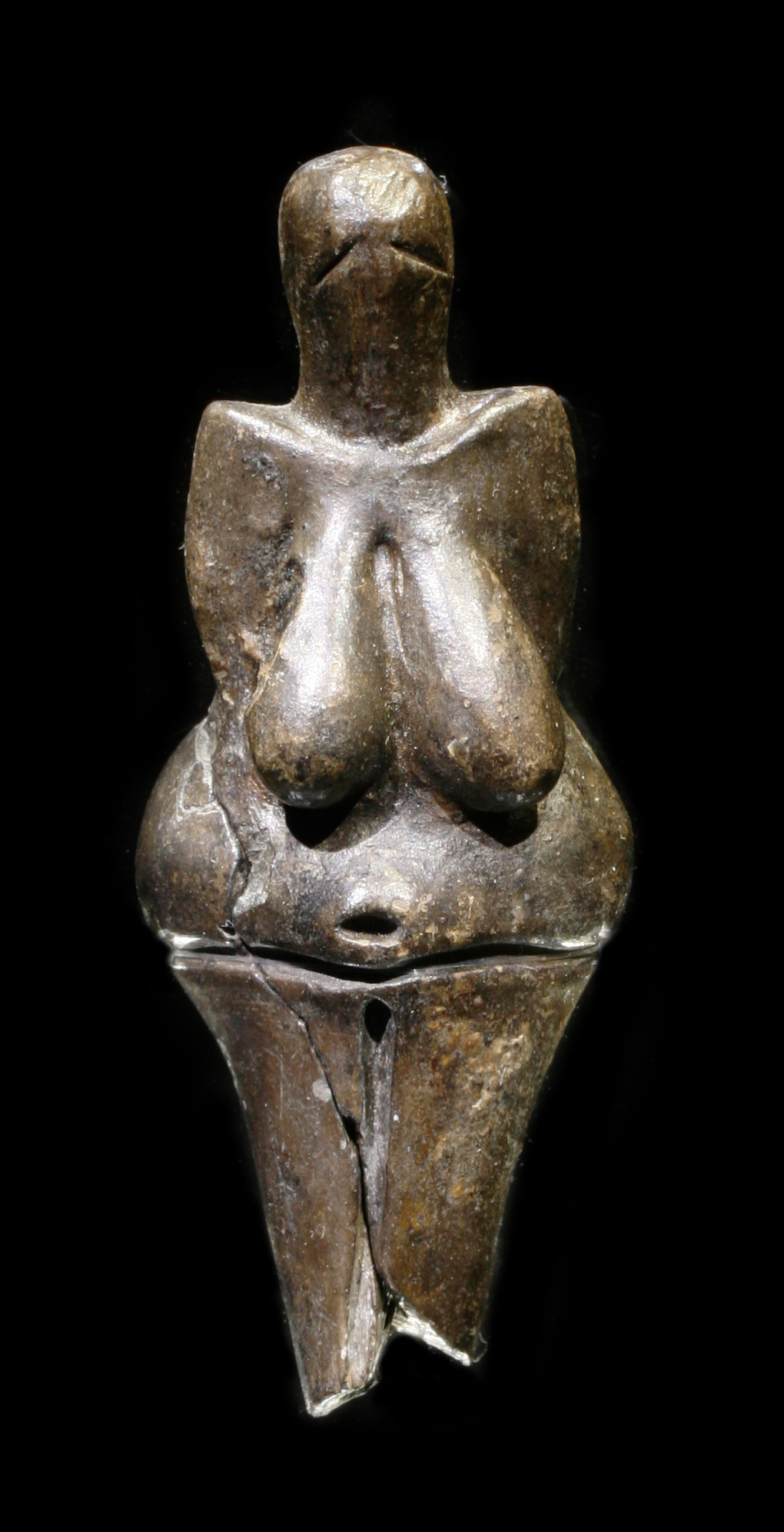
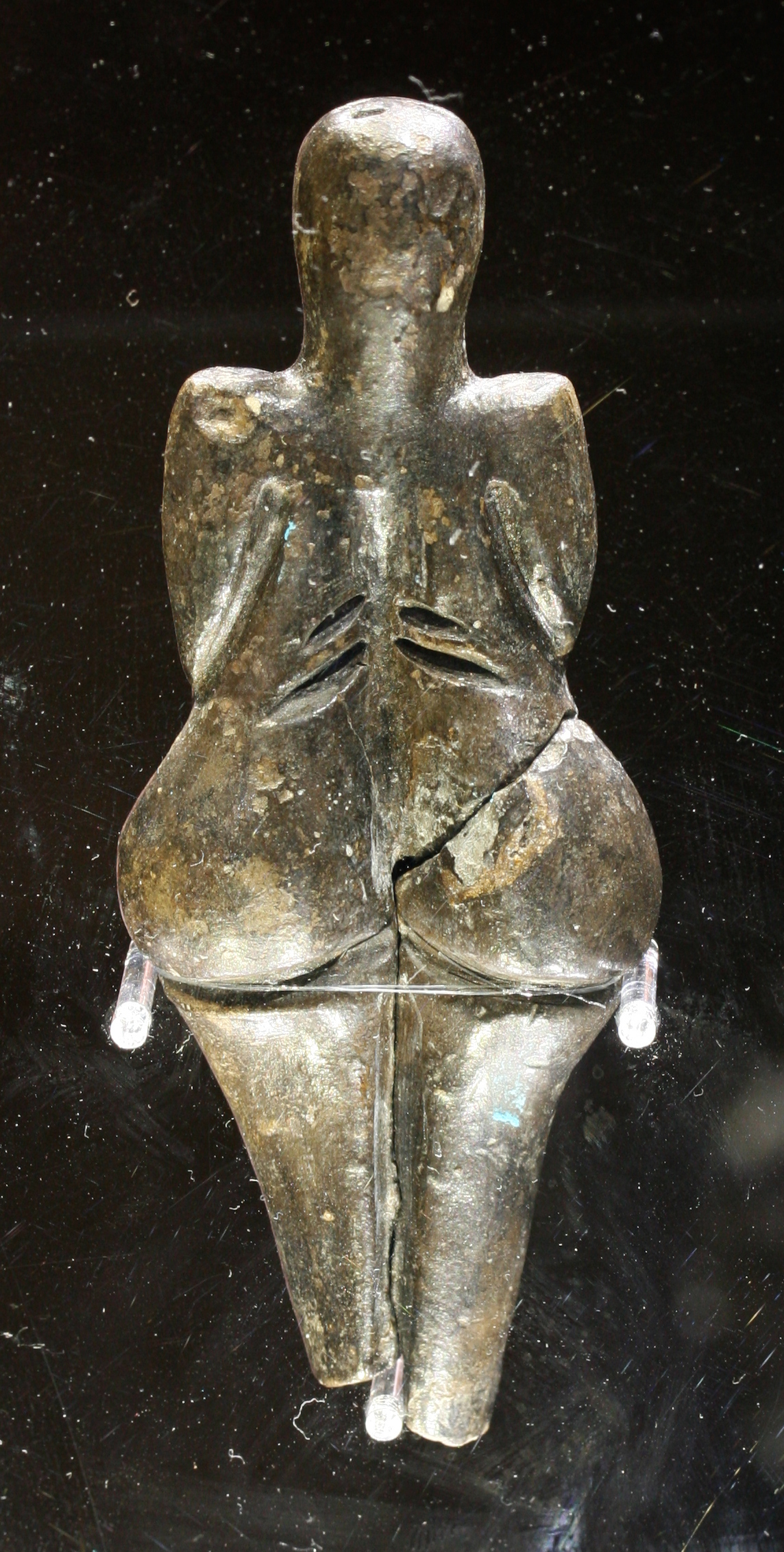
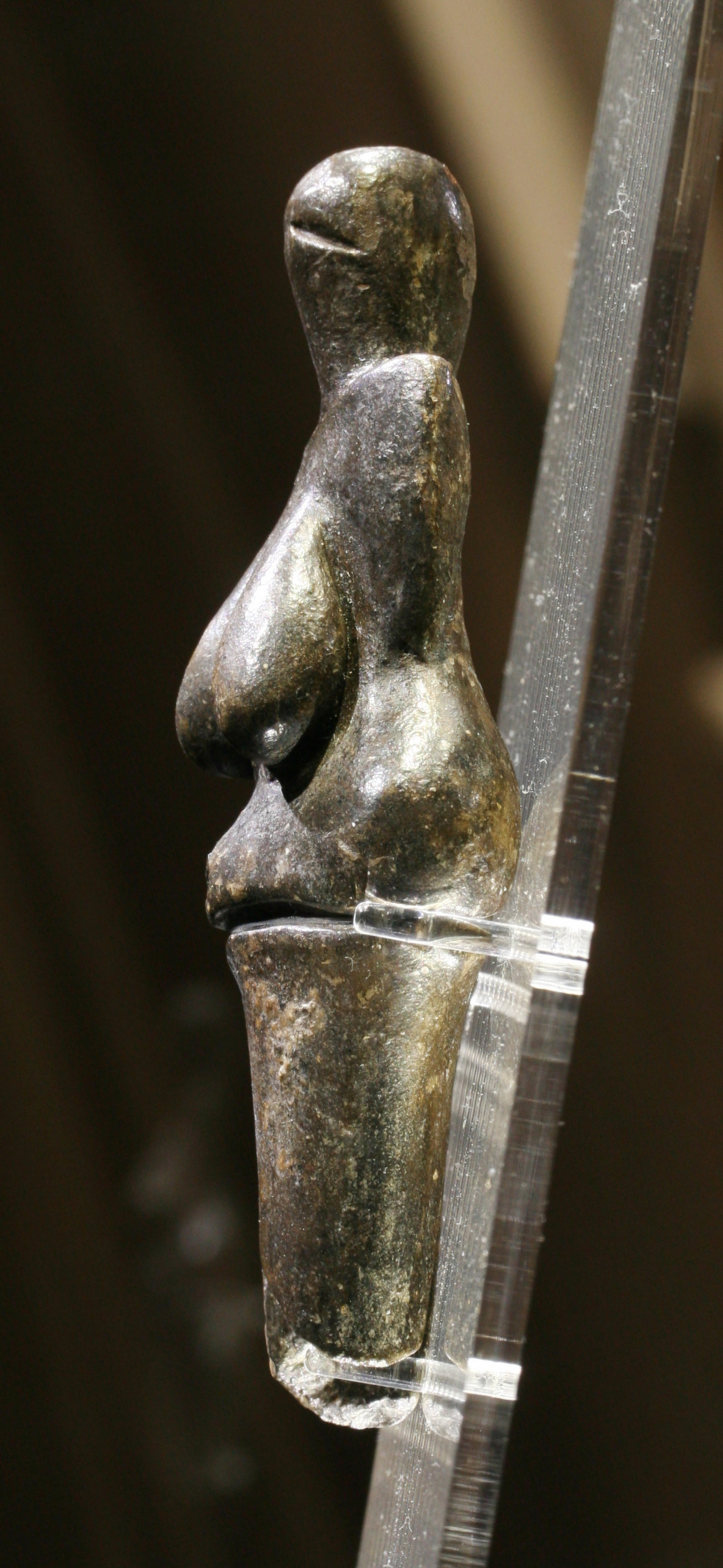
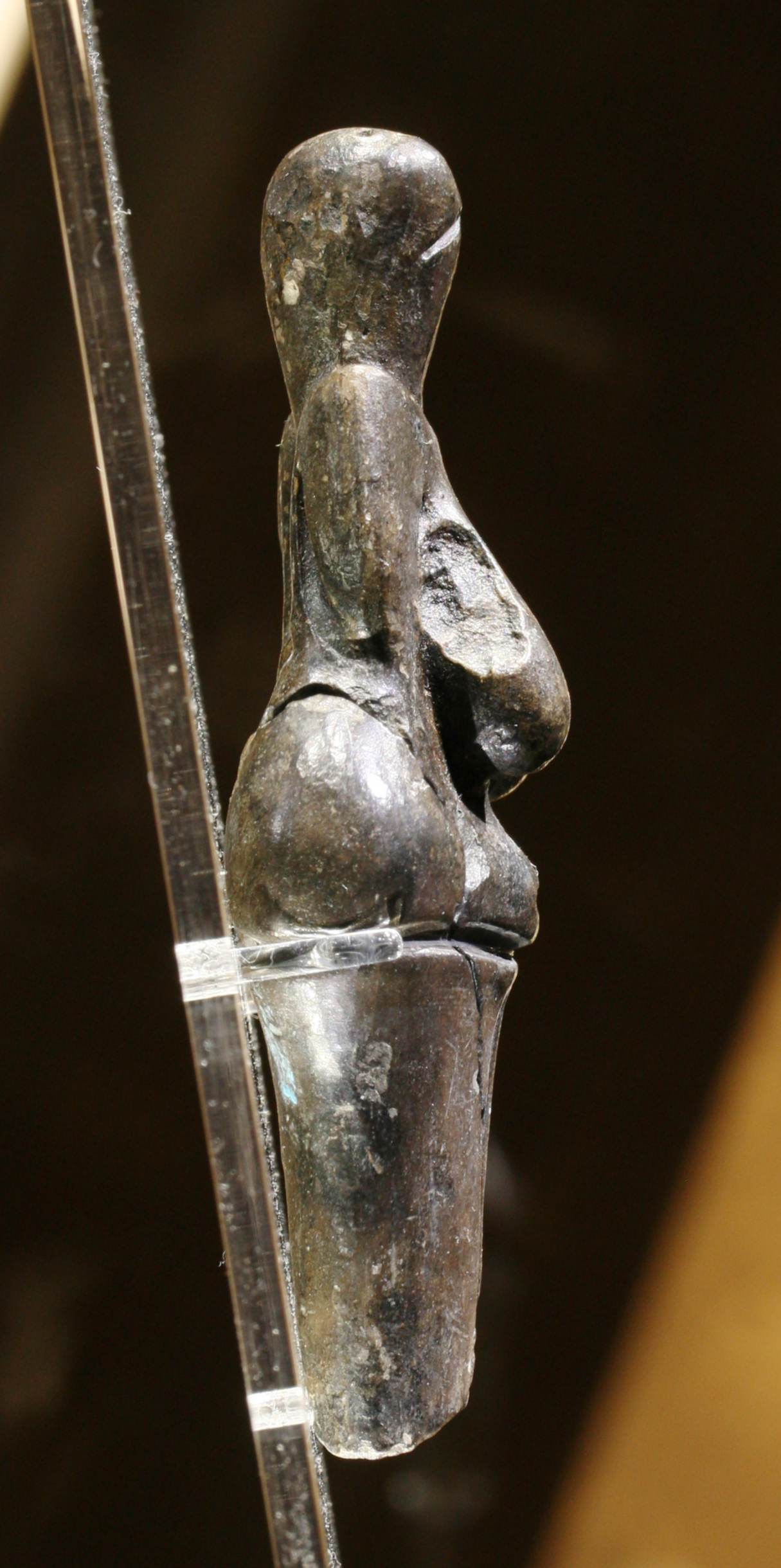